# 산운국민학교
산운국민학교는 경상북도 의성군 금성면에 있었던 국민학교이다.

## 연혁
- 1926년 4월 18일 산운공립보통학교 설립 인가
- 1926년 5월 5일 산운공립보통학교 개교
- 1937년 6월 23일 산운공립보통학교 부설 도경간이학교 개교
- 1938년 4월 1일 산운공립심상소학교 개편
- 1941년 4월 1일 산운공립국민학교 개편
- 1944년 3월 22일 도경분교장 국민학교 승격 인가
- 1944년 4월 1일 도경분교 도경공립국민학교 승격 분리
- 일자미상 산운국민학교 개편
- 1981년 3월 5일 병설유치원 개원
- 1995년 9월 1일 폐교 및 금성국민학교 통폐합